# Scum (Album)
Scum (englisch für „Abschaum“) ist das Debütalbum der britischen Grindcore-Band Napalm Death aus dem Jahre 1987. Es gilt als eines der bedeutendsten Alben dieses Genres.
Die Aufnahmen zur A-Seite und zur B-Seite der Schallplatte, zwischen denen rund ein Jahr lag, fanden in unterschiedlichen Besetzungen statt. Als einziger Musiker wirkte Schlagzeuger Mick Harris an beiden Seiten mit. Durch die verschiedenen Besetzungen unterscheidet sich die Musik auf beiden Seiten im Gesang und in der Klangfarbe der E-Gitarren. Während sich die Lieder der A-Seite ausschließlich am Hardcore-Punk und Anarcho-Punk orientieren, kamen auf der B-Seite durch die tiefer gestimmten E-Gitarren für den Metal typische Elemente hinzu und der Gesang war stärker verfremdet.
Von dem Album wurden im Jahr der Veröffentlichung mehr als 10.000 Stück verkauft und es erreichte Platz 8 der UK Indie Charts.

## Aufnahme und Veröffentlichung

### Vorgeschichte
Daz Russell, Promoter des Clubs The Mermaid in Birmingham, hatte Napalm Death zur „Hausband“ des Clubs gemacht. Aufgrund der lokalen Popularität der Band sicherte ihm dieses Arrangement die Besucherzahlen, um genügend Einnahmen für die Gagen auswärtiger Bands zu erzielen. Napalm Death trat daher im Vorprogramm aller Hardcore-Punk-Bands auf, die Russell seit Ende 1984 für den Club buchte, unter anderen Anti-System, Sacrilege, Heresy, Concrete Sox und The Varukers. Nach der Aufnahme des ersten Demos Hatred Surge wurde am Schlagzeug Gründungsmitglied Miles Ratledge im November 1985 durch Mick Harris ersetzt. Dessen Anspruch war es, schneller als alle anderen Schlagzeuger zu spielen. Als Vorbilder nannte er die Perkussion bei Siege und Deep Wound. Der erste Live-Auftritt in dieser Besetzung fand im Januar 1986 mit Amebix und Instigators statt. Durch häufiges Proben verbesserte die Band ihre Fähigkeiten an den Instrumenten. Im März 1986 folgte in den Flick Studios mit From Enslavement to Obliteration die Aufnahme eines weiteren Demos, auf dem die Band den Anarcho-Punk des ersten Demos mit Riffs nach dem Vorbild von Celtic Frost und extrem schnellen Schlagzeugpassagen kombinierte.

### Aufnahme der A-Seite

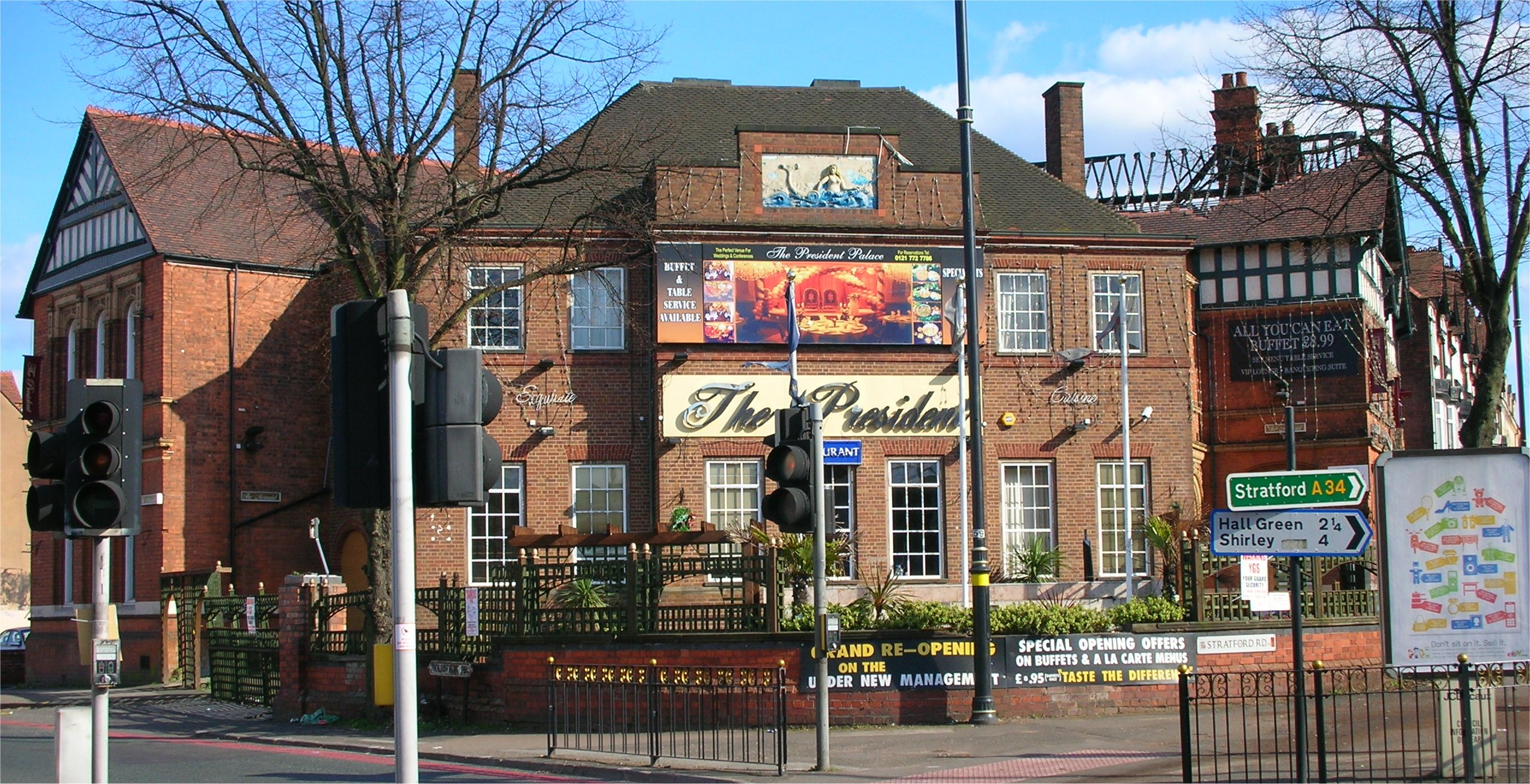
Der ehemalige Pub The Mermaid in Birmingham, bevorzugter Auftrittsort von Napalm Death

Napalm Death beabsichtigte, 1986 ein weiteres Demo aufzunehmen, da noch kein Plattenlabel Interesse an der Band gezeigt hatte. Daz Russell bot ihnen an, dies als Single oder Split bei seinem neu gegründeten Independent-Label Children of the Revolution zu veröffentlichen. In der Besetzung Nicholas Bullen (Growls, E-Bass), Justin Broadrick (E-Gitarre) und Mick Harris (Schlagzeug) begab sich Napalm Death in das Rich Bitch Studio in Birmingham. Dort nahm die Band auf einem 8-Spur-Rekorder zwölf Stücke auf. Die Aufnahmen fanden an zwei Tagen jeweils über Nacht statt, weil das Studio in dieser Zeit statt der regulären zehn nur fünf Pfund je Stunde kostete. Bei den Aufnahmen waren neben der Band und dem Studiopersonal rund 20 Freunde anwesend. Unter ihnen waren die Bands Head of David und Unseen Terror, die auf der Schallplatte als Produzenten aufgeführt wurden, sowie Damian Thompson von Sacrilege, der Broadrick sein Effektpedal lieh.
Die Stücke stammten aus verschiedenen Phasen der Bandentwicklung. Ein Teil der Lieder ging auf Ideen von Justin Broadrick aus dem Jahr 1983 zurück, ein weiterer Teil wurde von Broadrick und Ratledge für das 1985er Demo Hatred Surge geschrieben. The Kill, You Suffer und Death by Manipulation waren auf dem 1986er Demo From Enslavement to Obliteration enthalten. Für die Aufnahmen wurden die Lieder schneller gespielt als in den ursprünglichen Fassungen, viele Riffs waren Stücken von Chaos UK und Disorder entlehnt. Die Studiokosten von 80 Pfund hatte Russell bezahlt, aber Napalm Death beschloss, ihm die Masterbänder nicht auszuhändigen, weil er sie für ihre Auftritte im The Mermaid nie bezahlt hatte.
Das Demo wurde verschiedenen Plattenlabels zur Veröffentlichung angeboten. Bei Manic Ears Records sollte es als Split-Album mit Atavistic erscheinen, doch der Label-Inhaber Shane Dabinett zog sein Angebot zurück. Von Pushead und dessen Label Pusmort Records erhielt Napalm Death ebenfalls eine Absage.

### Besetzungswechsel
Nach den Aufnahmen kam es zu Spannungen in der Band. Nicholas Bullen führte dies darauf zurück, dass jedes Bandmitglied gern die Führungsrolle in der Band übernehmen wollte. Im September 1986 übernahm Jim Whiteley den Bass, Nicholas Bullen trat in der Folge nur noch als Sänger in Erscheinung. Diesen Schritt begründete Bullen mit seinem nachlassenden Interesse an Napalm Death und an der Musik allgemein. Nach einem Konzert in Leeds mit Sacrilege verließ Gitarrist Broadrick die Band, weil er das Angebot bekommen hatte, bei Head of David als Schlagzeuger anzufangen. Außerdem war diese Band zu dem Zeitpunkt erfolgreicher als Napalm Death und hatte bereits ein Album bei Blast First, dem Label von Sonic Youth, veröffentlicht. Ersetzt wurde Broadrick zunächst durch den späteren Benediction-Bassisten Frank Healy, bevor der 16-jährige Bill Steer dessen Platz einnahm. Wenig später verließ auch Nicholas Bullen Napalm Death, neuer Sänger wurde Lee Dorrian. Mit der neuen Besetzung wurde die Musik der Band „metallischer“, ohne dass die Musiker ihre Anarcho-Punk-Attitüde vernachlässigen wollten.
Ende 1986 kam es zu ersten Kontakten mit Digby Pearson, der gerade Earache Records gegründet hatte. Obwohl Broadrick bei Napalm Death kein Mitglied mehr war, hatte er die Masterbänder der Aufnahme von August 1986 an Pearson geschickt.

### Aufnahme der B-Seite

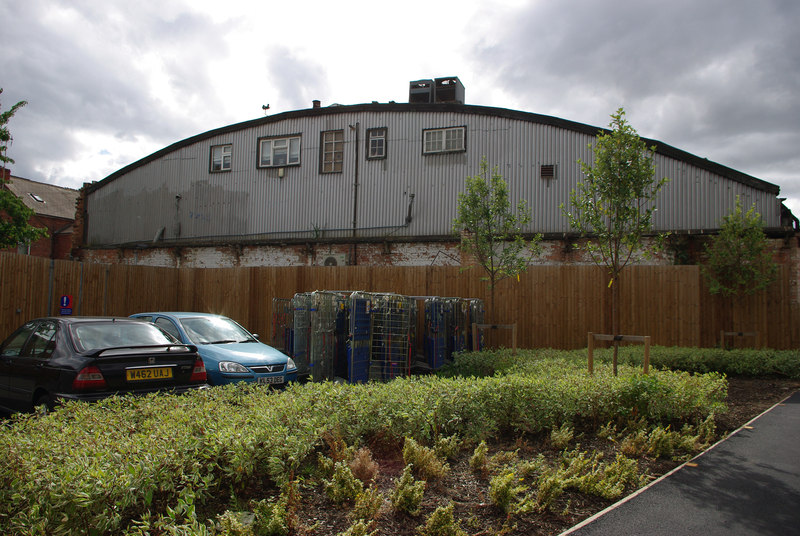
Rückseite des Rich Bitch Studios

Im März 1987 schloss Napalm Death eine Vereinbarung mit Digby Pearson. Er kaufte der Band die Masterbänder der Aufnahmen aus dem Jahr 1986 ab und buchte das Rich Bitch Studio, um die B-Seite aufzunehmen. Mick Harris hatte 16 Lieder geschrieben, die er gemeinsam mit Bill Steer in dessen Elternhaus in Liverpool bei zwei Proben fertigstellte und einstudierte. Zwei Lieder der B-Seite stammen von Bill Steer, Jim Whiteley war bei einigen Stücken am Arrangement beteiligt. Die Stücke von Harris waren nach Meinung von Whiteley ganz offensichtlich von Repulsions Demo von 1985 (damals noch unter dem Namen Genocide) beeinflusst. Harris hatte sie auf einer Gitarre geschrieben, obwohl er nach eigenen Angaben nicht Gitarre spielen konnte. Er stimmte lediglich die A- und die E-Saiten und entfernte die übrigen Saiten, sodass er die Akkorde im Barrégriff ohne zusätzliches Greifen spielen konnte. Um die Ergebnisse nicht zu vergessen, notierte er sie auf Schmierzetteln und nahm sie mit einem einfachen Kassettenrekorder auf. Die Liedtexte schrieb Jim Whiteley, die Gesangspassagen fügte Sänger Lee Dorrian am Abend vor den Aufnahmen in das musikalische Gerüst der Stücke ein. Es gab nur eine rund dreistündige gemeinsame Bandprobe unmittelbar vor dem Beginn des Studioaufenthaltes im Mai 1987.
Die Aufnahmen fanden unter Leitung von Toningenieur Mike Ivory statt. Ebenfalls anwesend waren Digby Pearson und Unseen Terror, die auf der Schallplatte als Produzenten aufgeführt sind. Wie schon die Aufnahmen zur A-Seite fanden die Aufnahmen zur B-Seite aus Kostengründen über Nacht statt. Insbesondere für Sänger Lee Dorrian waren die Aufnahmen schwierig, da er das erste Mal in einem Tonstudio war. So musste Mick Harris ihm Zeichen geben, wenn Dorrian mit dem Gesang einsetzen sollte. Mit dem ersten Mix war die Band nicht zufrieden, weil sowohl die Snare als auch die Basstrommel kaum zu hören waren. Pearson organisierte einen letzten Studiotermin, der von 4 bis 8 Uhr morgens stattfand, damit die Aufnahmen noch einmal gemischt werden konnten.

### Veröffentlichung
Digby Pearson wollte als Napalm Deaths Debüt kein Minialbum und auch keine Split veröffentlichen, sondern ein vollständiges Album. Allerdings glaubte er nicht, dass die neue Besetzung, die noch nicht lange bestand, in angemessener Zeit genügend Stücke für ein Album schreiben könne, sodass er entschied, die bislang noch nicht verwerteten Aufnahmen aus dem August 1986 als A-Seite zu verwenden. Die Erwartungen an den kommerziellen Erfolg des Albums waren nicht sehr hoch, da Napalm Death eher eine Randerscheinung im UK-Hardcore war. Aus diesem Grund fiel das Budget für die Produktion sehr gering aus, die Aufnahmen und das Mastering kosteten insgesamt lediglich 200 Pfund. Pearson steckte nahezu seine gesamten bisherigen Einnahmen sowie sein Erspartes in Höhe von insgesamt 2000 Pfund in Aufnahme, Herstellung und Promotion des Albums. Für sein Label war es die dritte Veröffentlichung, bei einem Misserfolg hätte es die Pleite des Labels bedeuten können. Im Juni 1987 erschien das Album in einer Erstauflage von 2000 Stück.

## Musik, Texte und Titelliste
Die Musik des Albums verbindet Growling mit für den Hardcore-Punk typischen Gitarrenriffs, einem stark verzerrten Bassklang und sehr schnellem Schlagzeugspiel, das durch nur wenige langsamere Abschnitte unterbrochen wird. Diese Mischung gilt als musikalische Definition des Grindcore. Die 28 Lieder des Albums haben eine Gesamtspielzeit von rund 33 Minuten und lassen kein einheitliches Liedaufbaumuster erkennen, Melodien sind nur in Bruchstücken vorhanden. Einzige Ausnahme hiervon stellt Siege of Power dar, das als längstes Stück des Albums dem klassischen Wechsel zwischen Strophe und Refrain folgt. Der Gesang ist bis zur Unverständlichkeit verfremdet, sodass die Texte im beigelegten Textblatt nachgelesen werden müssen. Von manchen Hörern könnten sie daher nicht als gesungener Text, sondern als weiteres Musikinstrument wahrgenommen werden. Während sich die Lieder der A-Seite ausschließlich am Hardcore-Punk und Anarcho-Punk orientieren, floss in die Aufnahmen zur B-Seite mit den tiefer gestimmten Gitarren ein für den Metal typisches Element ein. Ein weiterer wesentlicher Unterschied zwischen beiden Schallplattenseiten ist der Gesang, der auf der B-Seite von Lee Dorrian stammt und noch stärker verfremdet ist als auf der A-Seite, auf der Nicholas Bullen als Sänger zum Einsatz kam.
Die Liedtexte sind einfache linksgerichtete Botschaften, die sich mit verschiedenen Themen wie Korruption und Rassismus, dem Umweltschutz (Point of No Return), Kapitalismus und Habgier (Success?) und sozialen Problemen auseinandersetzen. Mit Multinational Corporations und Instinct of Survival wird die Ausbeutung des Menschen durch internationale Großkonzerne thematisiert:
Instinct of Survival
| Advertise the product you make, Never give but always take. Clingfilmed flesh and genocide A contented life while millions die | Werbung für euer Produkt, Niemals geben, immer nehmen. Abgepacktes Fleisch und Völkermord Ein zufriedenes Leben, während Millionen sterben. |

In anderen Texten übt Napalm Death Kritik an den politisch Verantwortlichen in Großbritannien. So besteht der Text von C.S. (Conservative Shithead) aus einer Aneinanderreihung von Charaktereigenschaften wie Arroganz und Ignoranz zur Charakterisierung der konservativen Politiker. Allerdings werden die politischen und sozialkritischen Aussagen durch den bis zur Unverständlichkeit verfremdeten Gesang konterkariert und sind selbst mit Textblatt aufgrund des hohen Tempos kaum nachzuvollziehen.

## Covergestaltung
Das Schallplattencover wurde von Jeff Walker, späterer Bassist der Gruppe Carcass, gestaltet. Er war mit den Musikern von Napalm Death befreundet. Nach dem Ausscheiden von Bullen fragte ihn Mick Harris, ob er für Napalm Death ein Bandlogo und ein Albumcover entwerfen wolle. Harris hatte konkrete Vorstellungen über die Covergestaltung, auf deren Grundlage Walker das Cover entwarf. Er verwendete Elemente, die er auf Flugblättern von Bands gesehen hatte, die Harris als musikalische Vorbilder benannt hatte. So stammen die im unteren Bereich gezeigten Totenschädel von Schallplattencovern der Bands Siege und Dead Kennedys, während die Flügel des menschlichen Skeletts im Hintergrund von Celtic Frost stammten. Die in die Totenschädel eingebetteten Logos bekannter Konzerne wie IBM, Coca-Cola und McDonald’s waren eine Vorgabe von Harris. Die Schädel sollen Köpfe darstellen, welche die Roten Khmer ihren Opfern abgeschlagen haben. Die Gestaltung mit ihrer „schonungslosen Darstellung politischer Brutalität“ stellte die Vorlage für die Plattencover folgender Veröffentlichungen anderer Grindcore-Bands wie Terrorizer oder Brutal Truth dar.

## Kommerzieller Erfolg
Earache Records konnte durch einen Vertrag mit Revolver Records den landesweiten Vertrieb seiner Veröffentlichungen sicherstellen, sodass sich die Erstauflage innerhalb weniger Wochen verkaufte. Zugleich bestritt Napalm Death die erste Tournee der Bandgeschichte gemeinsam mit Ripcord. Den entscheidenden Impuls für den kommerziellen Erfolg von Scum legte der Radiomoderator John Peel, indem er Stücke des Albums in seiner Sendung bei BBC Radio 1 spielte und die Band zu einer Peel Session einlud. Am 13. September 1987 nahm Napalm Death zwölf Stücke mit einer Gesamtspielzeit von 5 min 40 s auf, die in Peels Sendung am 22. September 1987 erstmals gesendet wurden. Die Ausstrahlung der Sendung verschaffte dem Album überregionale Aufmerksamkeit, sodass Earache Records eine weitere Auflage pressen ließ, die sich gut verkaufte und Napalm Death eine Notierung auf Platz 8 der UK Indie Charts verschaffte. Innerhalb weniger Wochen nach der ersten Peel Session sollen in Großbritannien von dem Album rund 10.000 Einheiten verkauft worden sein.

## Rezeption und Bedeutung
Während die Reaktionen auf das Album nach seiner Veröffentlichung zunächst unentschlossen ausfielen, änderte sich dies nach Ausstrahlung der Peel Sessions im September 1987. Danach wurden sowohl Napalm Death als auch das Album von einer breiteren Öffentlichkeit wahrgenommen. Einer Untersuchung von Dietmar Elflein aus dem Jahr 2006 zufolge gehört Scum zu den zehn am häufigsten in Literaturquellen und Bestenlisten von Musikzeitschriften genannten Extreme-Metal-Alben. Natalie J. Purcell schreibt dem Album eine Vorreiterrolle für den europäischen Grindcore zu, und für Ian Christe markiert Scum den „Höhepunkt eines zehnjährigen Wettkampfs um den schnellsten und härtesten Sound, und weder Schnelligkeit noch Härte konnten ab hier eine Steigerung erfahren“. Für ihn war es das „radikalste Debüt seit ‚Kill ’Em All‘ von Metallica – ein ungebremster, völlig neuartiger Klangangriff voll dichter, wummernder Kakofonien“. Das Album gilt als „zentrale Veröffentlichung des Grindcore“ und stellt sowohl in musikalischer als auch in textlicher Hinsicht „die Vergegenständlichung des Extremisierungsdiskurses“ innerhalb der britischen Punk-Szene dar. Scum wurde auch in das Referenzwerk 1001 Albums You Must Hear Before You Die aufgenommen. Manish Agarwal schrieb: „[D]as bahnbrechende Debüt Scum bewies tiefe politische Überzeugungen.“

## Wiederveröffentlichungen
Das Album wurde in den folgenden 20 Jahren in verschiedenen Formaten veröffentlicht. Bereits 1988 erschienen eine LP- und CD-Version, die sowohl Scum als auch das Nachfolgealbum From Enslavement to Obliteration enthielt. 1998 erschien Scum als CD ohne weitere Bonus-Lieder. Im Jahr 2006 wurde eine Picture-LP veröffentlicht, 2007 folgte eine DualDisc, die auf der DVD-Seite eine 45-minütige Dokumentation mit dem Titel The Scum Story enthielt. Anlässlich des 25-jährigen Veröffentlichungsjubiläums erschien 2012 eine Version, die neben dem regulären Album den ersten Mix als Bonus enthielt.